# Fumi Hirano
Fumi Hirano (japanisch 平野 文 Hirano Fumi; * 23. April 1955 in der Präfektur Tokio) ist eine japanische Synchronsprecherin (Seiyū) und J-Pop-Sängerin. Als Seiyū steht sie bei der Agentur Horipuro unter Vertrag. Bekannt ist Fumi Hirano vor allem durch ihre Rolle von Lum Invader in dem Anime Urusei Yatsura.

## Leben
Fumi Hirano besuchte die Tamagawa-Universität in Machida, in der Kunstfakultät, wo sie einen Abschluss im Theater von Abteilung für Bildende Künste absolvierte.

## Filmografie

### Animes
- 1981: Urusei Yatsura – Lum Invader
- 1983: Stop!! Hibari-kun! – Tsugumi Ōzora
- 1984: Kikōkai Garian – Hirumuka
- 1985: Blue Comet SPT Layzner – Simone
- 1985: Lupin III: Legend of the Gold of Babylon – Caramel
- 1987: Anime Sanjūshi – Miredi
- 1988: Ginga Eiyū Densetsu – Dominique Saint-Pierre
- 1989: Ariel – Simone Trefan
- 2004: Rumiko Takahashi Anthology – Kanna
- 2004: Gundam Seed (Special Edition) – Aisha
- 2006: Detektiv Conan - Das Requiem der Detektive – Reiko Shimizu

### Videospiele
- Urusei Yatsura: Stay With You – Lum Invader
- Urusei Yatsura: My Dear Friends – Lum Invader
- Urusei Yatsura: Endless Summer – Lum Invader

## Diskografie
Alben
- 1985: Fumi no Lum Song[1]
- 1986: Fumi no Lum Song 2[1]
- 1988: Forever Best Fumi Hirano
- 2010: Fumi Hirano Best Collection[2]